# مجمع القاسمي للغة العربية وآدابها
مجمع القاسمي للغة العربية وآدابها هو هيئة عليا للّغة العربيّة في البلاد، وهو أحد المؤسسات الملحقة بأكاديمية القاسمي، وقد بدأ تفعيله عام 2009، ويرأسه أ.د. ياسين كتاني.

## تأسيس
مجمع القاسمي للغة العربية وآدابها هو هيئة عليا للّغة العربيّة في البلاد، وهو أحد المؤسسات الملحقة بأكاديمية القاسمي، وقد بدأ تفعيله عام 2009، ويرأسه ياسين كتاني.

## أهداف المجمع
يهدف المجمع إلى الحفاظ على سلامة اللغة العربية وحمايتها من مزاحمة اللغات الأخرى ويسعى إلى جعل اللغة العربيّة وافية بمطالب العلوم والآداب والفنون، وإلى ملاءمة مستحدثات الحضارة المعاصرة والحياة المتطوّرة.
ينصبّ اهتمام المجمع بشكل أساسيّ على اللغة العربية، قديمها وحديثها، ودراستها في سياقاتها المختلفة: اللغوية، الأدبية، العلمية، الاجتماعية والسياسية، وكذلك على تلبية كافة الاحتياجات اللغوية للناطقين بالضاد، وتقديم الاستشارة العلمية والبحثية في كل ما يتعلق بعلوم اللغة والتراث الحضاري العربي والإسلامي. وتحقيقًا لهذه الغايات يسعى المجمع إلى استقطاب خيرة الباحثين في المواضيع ذات الصلة، بالإضافة إلى المتخصصين بالعلوم الأخرى (الإنسانية، الاجتماعية فضلاً عن العلوم الدقيقة)، وإلى تأليف لجان مختلفة تتناول اللغة من كافة جوانبها وأبعادها، وتعكف على تشخيص مشكلاتها مشفوعة بالاقتراحات والتوصيات.
ويسعى المجمع كذلك إلى التعاون مع مراكز بحثيّة وأكاديمية أخرى، في البلاد والخارج، في كافة المجالات المتعلقة باللغة العربية وملحقاتها. كما يتطلع المجمع إلى مدّ جسور التواصل مع المجامع اللغوية في العالم العربي بغية تبادل الخبرات والتجارب.

## المؤتمرات
تتجلى الترجمة الفعلية لأهداف المجمع ومشاريعه من خلال عقد المؤتمرات المحليّة والدوليّة، الأيام الدراسية، اللقاءات الشهرية، والورشات اللغوية والأدبية، فضلاً عن إنتاج المعرفة في مجال اللغة والأدب والحضارة الإسلاميّة، منها:
- «مهرجان الشّعر الفلسطيني: الصّوت والصّدى». المنعقد بتاريخ 01/7/2018
- مؤتمر «المدينة الفلسطينية في الأدب والفن». المنعقد بتاريخ 18/3/2017
- مؤتمر «تجليات الرحلة في فضاءات الأدب العربي والحضارة الإسلامية». المنعقد بتاريخ 24/3/2016
- مؤتمر مجمع القاسمي الدولي «الأدب الفلسطيني الحديث» بالتّعاون مع مركز اللّغات في الجامعة الأردنيّة، وبدعم من مؤسّسة التّعاون. المنعقد بتاريخ 02/6/2014  نسخة محفوظة 31 ديسمبر 2018 على موقع واي باك مشين.
- مؤتمر مجمع القاسمي الدولي في الصوفية «رحلةٌ مع الصوفيّة: التاريخ، التَّنظير، والمُمارسة»

## الاصدارات
وقد تمّ حتى الآن إصدار نحو خمسين كتابًا من أهمّها:
- قاموس المجمع في ألفاظ العربيّة المعاصرة.
- المعجم الوافي في مصطلحات اللغة العربيّة وآدابها.
- موسوعة أبحاث ودراسات في الأدب الفلسطيني الحديث (8 مجلّدات)
- أنطولوجيا الشعر الفلسطيني المحلّي (مجلّدان)
- ثلاثة عشر عددًا من «مجلّة المجمع» المحكّمة

بالإضافة فقد تم نشر عشرات الكتب ورسائل الدكتوراه في مختلف مجالات اللغة العربيّة وآدابها.

## آلية العمل
تقوم آلية العمل في المجمع على التقدّم بمشاريع واقتراحات إلى إدارة المجمع بشكل فردي أو جماعي، وفي حالة المصادقة على مشروع ما سيتمّ تأطيره ضمن لجنة معينة، ثم بعد ذلك يتعهّد المجمع بتوفير كل ما يلزم لإنجاز المشروع وفق خطة واضحة ومرسومة.